# Eilsumer Kirche

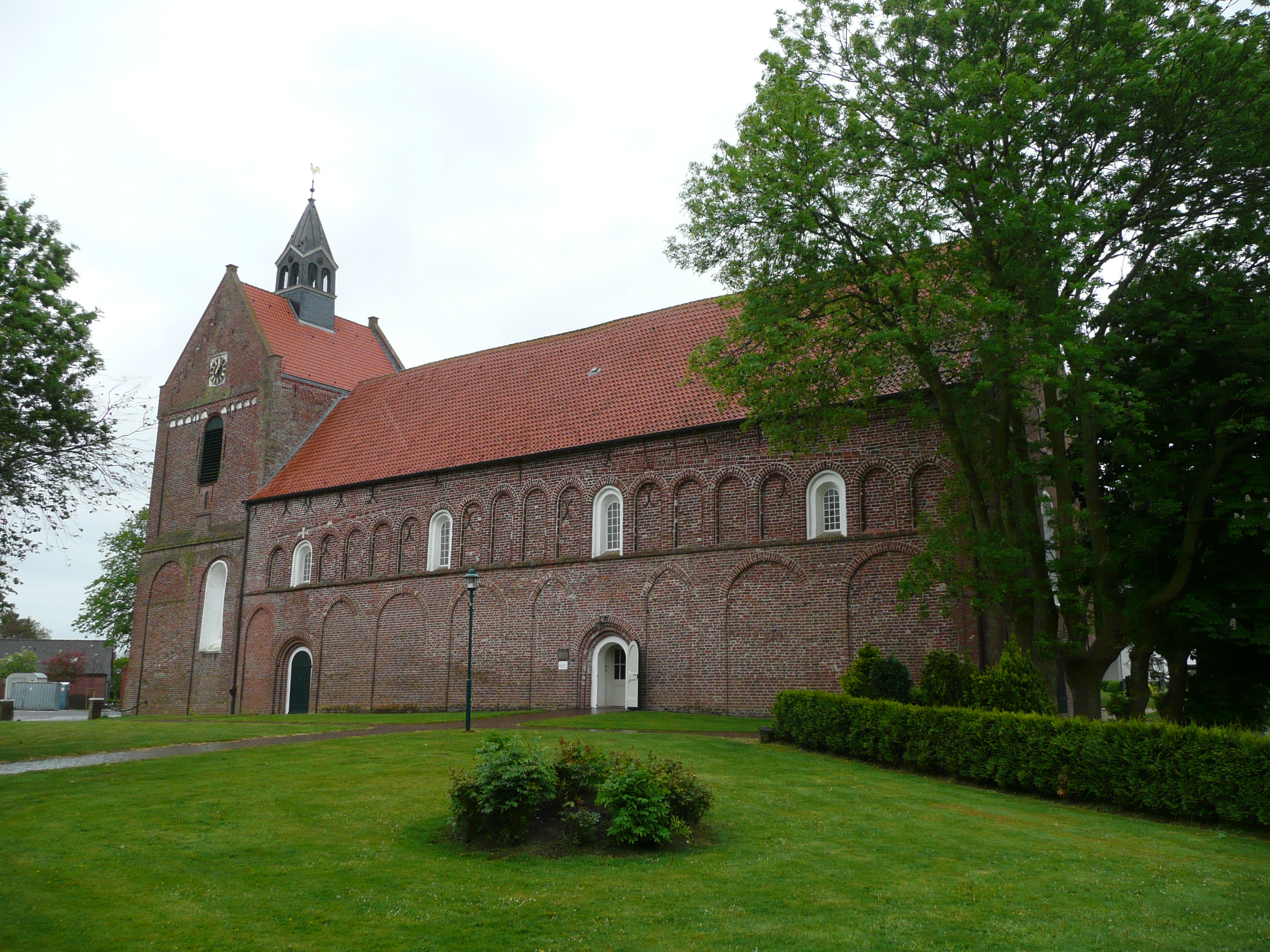
Eilsumer Kirche von Nordwesten

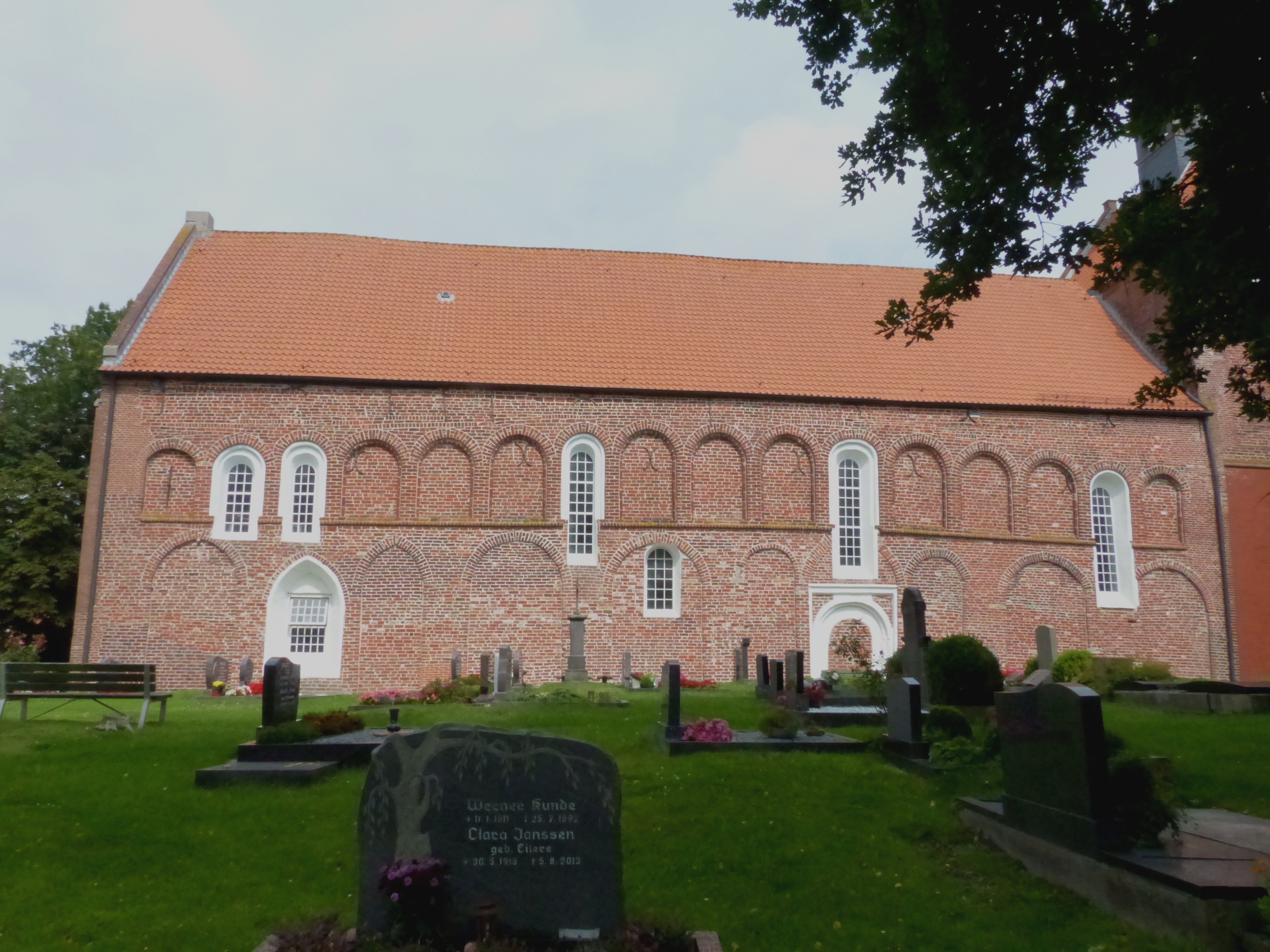
Eilsumer Kirche von Süden

Die evangelisch-reformierte Eilsumer Kirche liegt im ostfriesischen Ort Eilsum in der Krummhörn. Sie gilt als die einzige echte Chorturmkirche im norddeutschen Küstengebiet und zählt mit etwa 40 Meter Länge zu den größten Sakralbauten in der Krummhörn. In seiner Bausubstanz geht das romano-gotische Gebäude das mittlere Drittel des 13. Jahrhunderts zurück.

## Geschichte
Der Ort Eilsum war im Mittelalter ein überregional bedeutender Handelsplatz, der über eine Bucht, die heute verlandet ist, mit dem Meer verbunden war. Diese Bedeutung drückt sich auch in der Größe der Kirche aus, die mit rund 40 Metern Länge zu den größten in der Krummhörn zählt. Errichtet wurde das Gebäude etwa ab 1230 als backsteinerner Saalbau. Ob es einen Vorgängerbau aus Holz hatte, ist bis dato ungeklärt. Geweiht wurde der Sakralbau dem Heiligen Petrus. Das Patronatsrecht lag bei den Eilsumer Häuptlingen.
Im Jahre 1538 hielt die Reformation Einzug in Eilsum und in der Folge wurden die einstmals reichen Deckenmalereien im 16. Jahrhundert übertüncht sowie die Altäre und Bildwerke entfernt. Durch die Prinzipien des reformierten Gottesdienstes wurde der Chorbereich aus einem Allerheiligsten zu einem unbedeutenden Randbereich, der auch als Abstellraum genutzt wurde. Aus Gründen der Heizkostenersparnis wurde dieser Chorbereich in den 1960er Jahren durch eine Glaswand abgetrennt. Ab 1993 wurde die Kirche grundlegend saniert. Dabei wurde der Innenraum umfassend renoviert und die Außenwände gesichert.

## Beschreibung

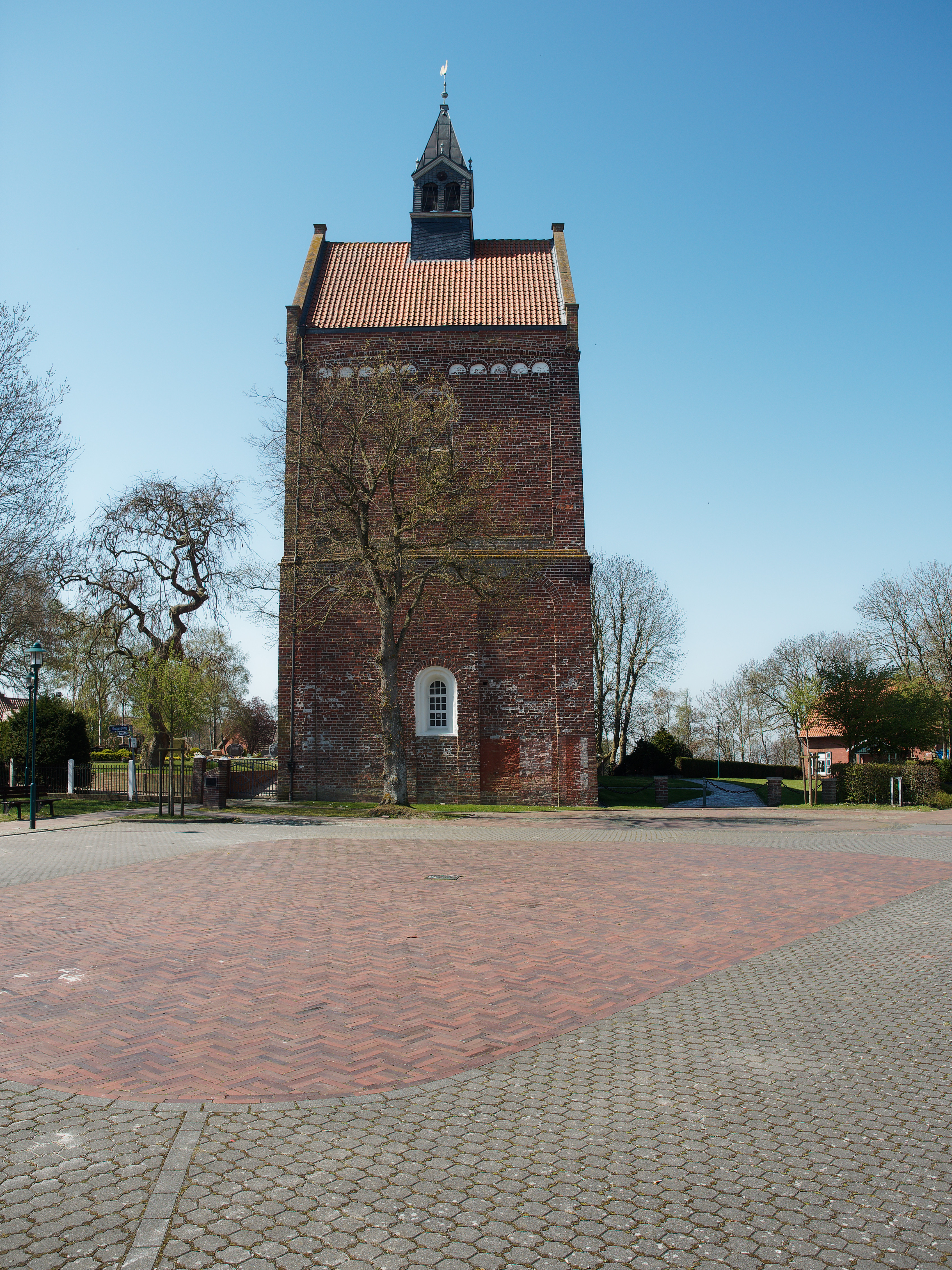
Der Kirchturm

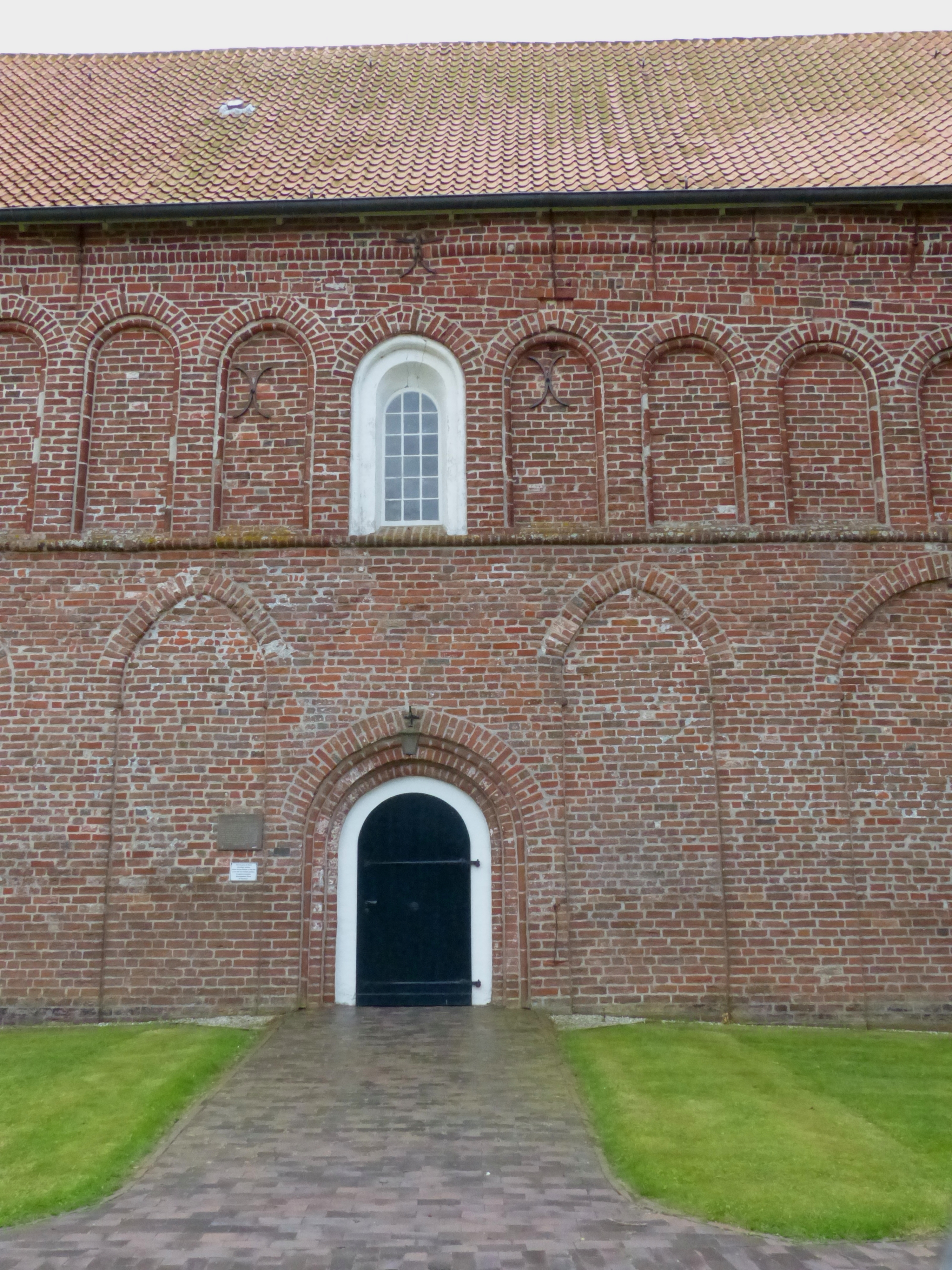
Nordportal

Die Kirche hat eine Länge von 44,5 Metern und eine Breite von 11,45 Metern. Als Baumaterial wurden großformatige Ziegelsteine (27 cm × 12,5 cm × 7,8 cm) verwendet, die aber für das damals übliche Klosterformat (28–30 cm lang) vergleichsweise kurz sind.

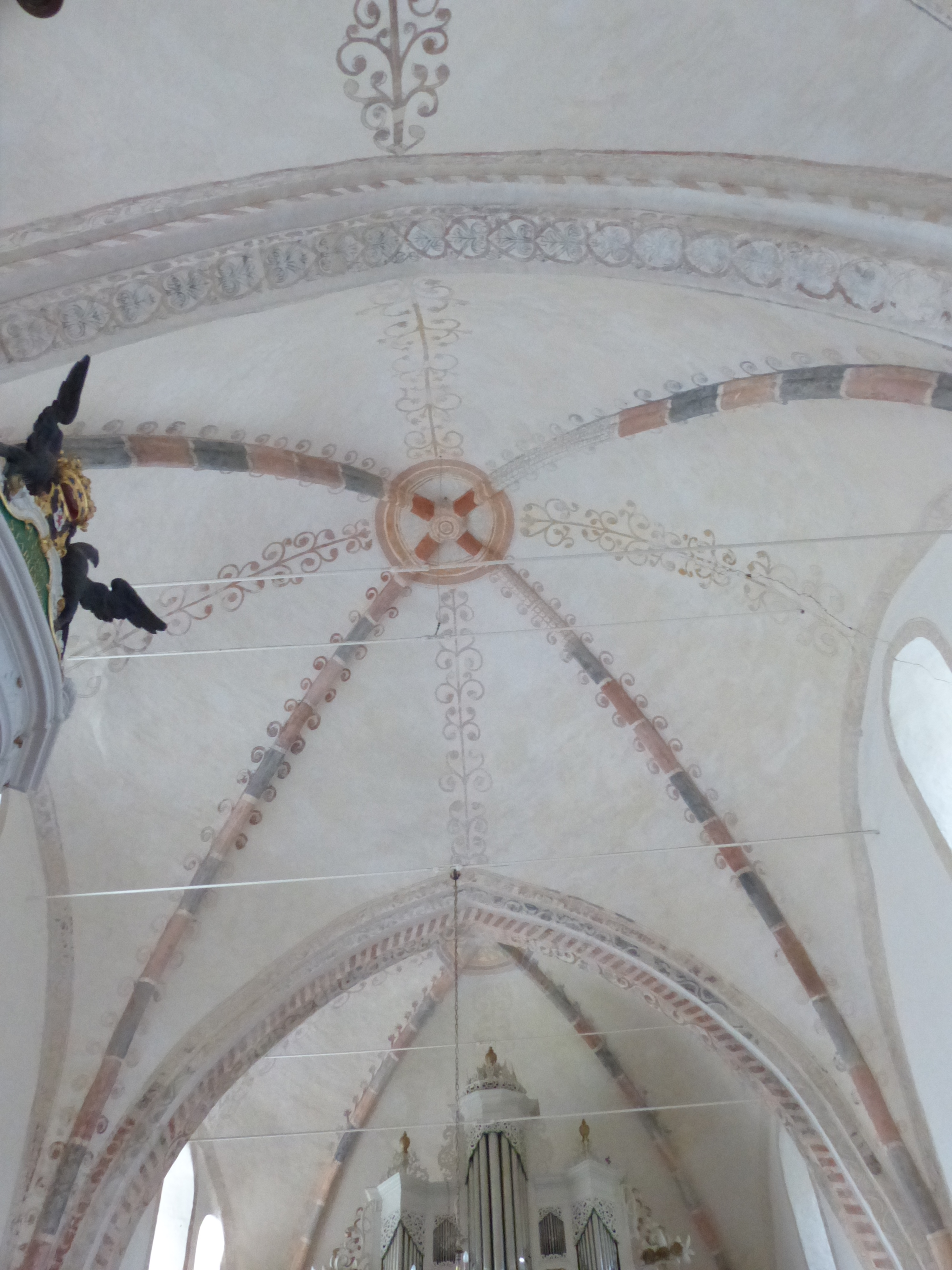
Gewölbe von Mitteljoch und Westjoch
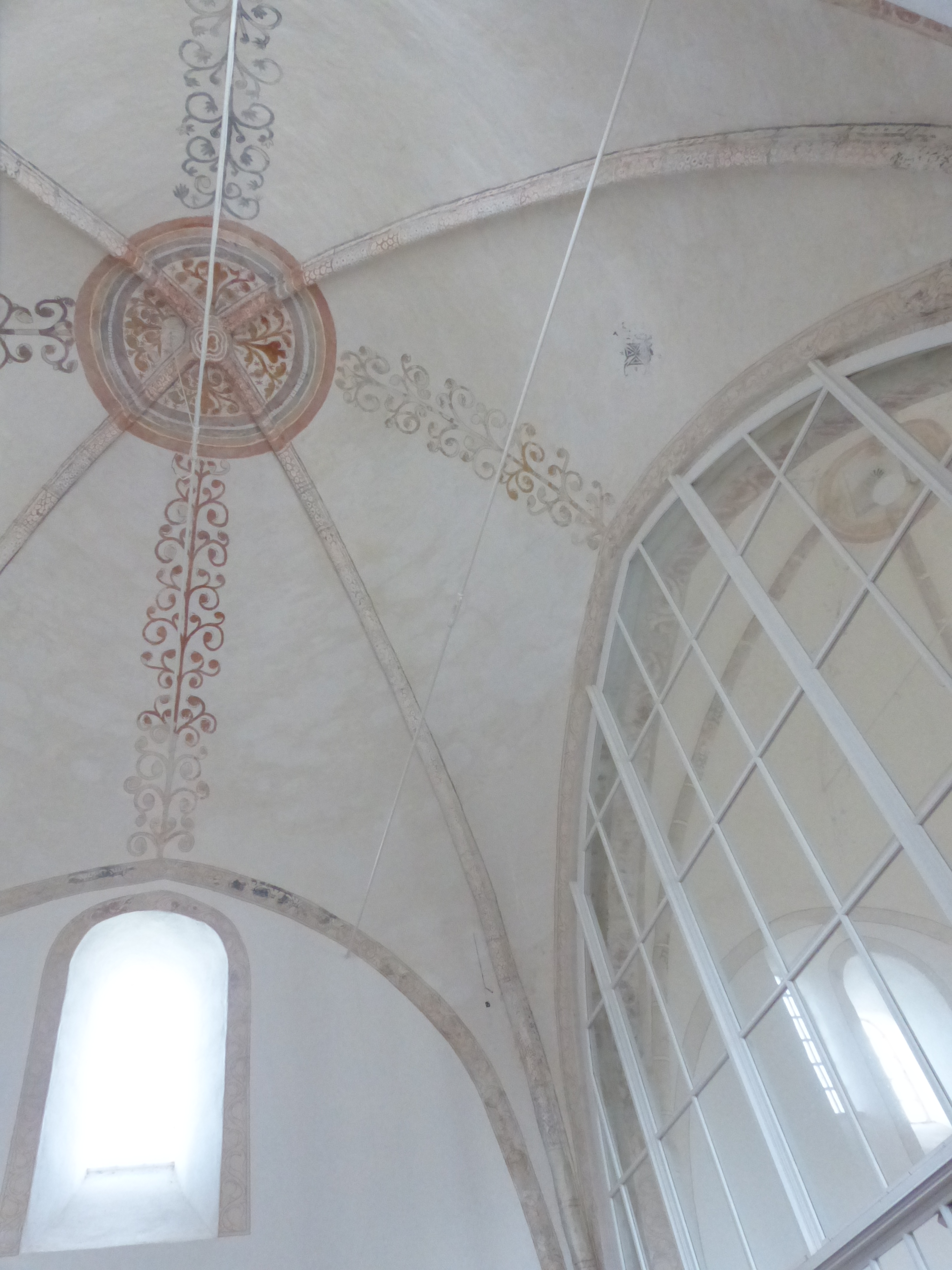
Gewölbe vor der Glaswand und östlich der Glaswand
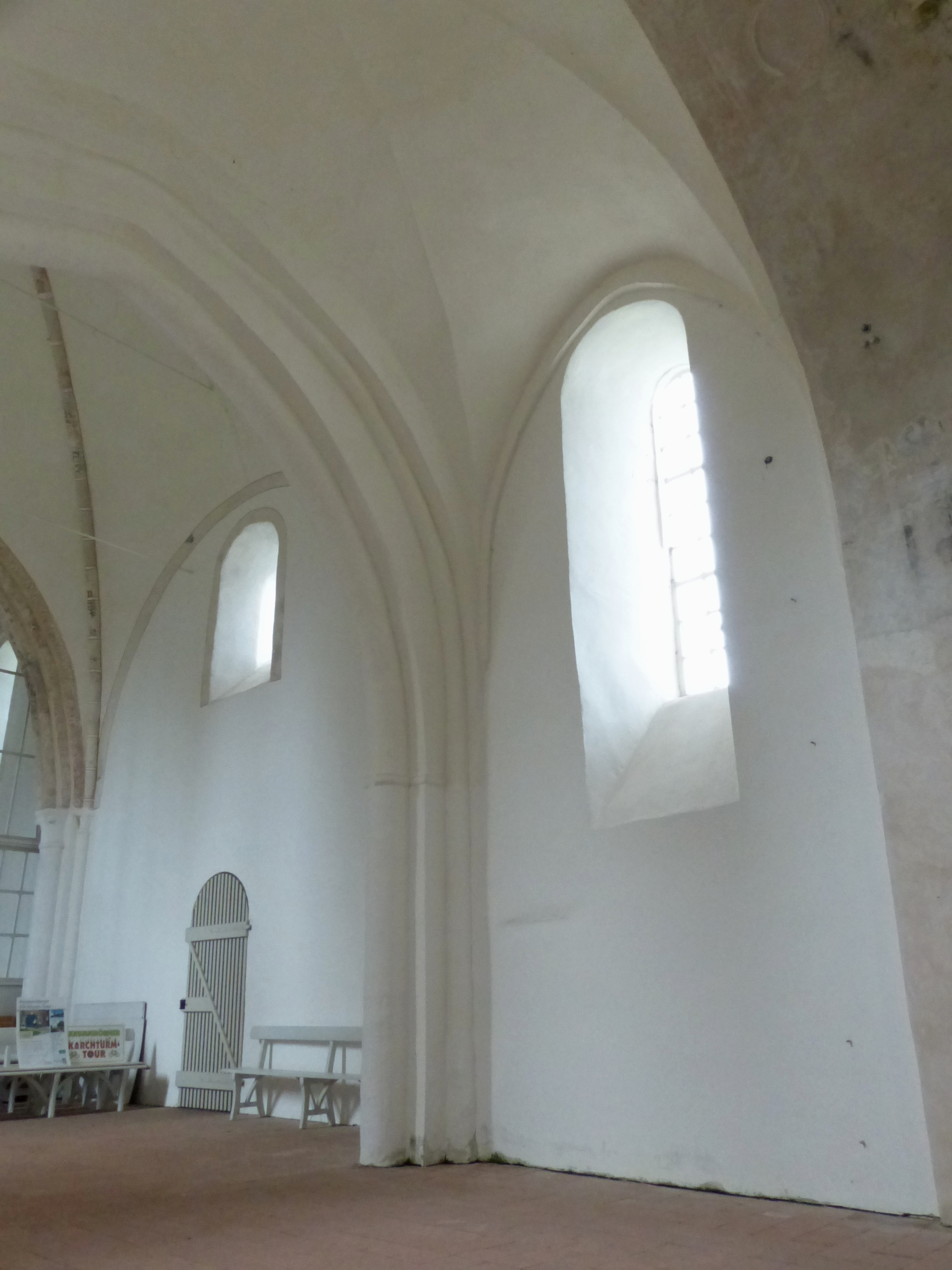
Vorjoch und Ostjoch aus der Apsis gesehen

Der querrechteckige Turm am östlichen Ende des Kirchengebäudes ist leicht eingezogen und beherbergt die rundbogige Apsis und westliche anschließend ein von einem spitzbogigen Kreuzgratgewölbe gedecktes kurzes Zwischenjoch. Damit ist die Eilsumer Kirche die einzige Chorturmkirche Ostfrieslands. Zum Chor, dessen Fußboden hier ausnahmsweise nicht höher, sondern drei Stufen tiefer liegt als der des Schiffs, gehört zudem noch das östliche der vier annähernd gleichen Joche des Langhauses.
Die reiche Außengliederung der Längswände des Kirchenschiffs durch zweigeschossige Fassaden mit einer Reihe von Blendarkaden ist typisch für die friesische Romano-Gotik, die ihren Schwerpunkt in der niederländischen Provinz Groningen hat. Diese Stilzuschreibung ist bei der Eilsumer Kirche auch deswegen angebracht, weil sowohl an den Längswänden als auch an der Westseite des Turms neben rundbogigen zeitgleich auch spitzbogige Blenden angelegt wurden. Die oberen Blendenreihen sind anspruchsvoller gestaltet als die unteren, nämlich leicht gestuft mit Verwendung stärker gebrannter Ziegel für die innere Stufe. In ihrer Ausprägung einmalig ist die Staffelung der Höhen der Blenden der oberen Etage an den Längswänden, die von beiden Enden her zur Mitte hin in kleinen Schritten zunimmt. In geringer Ausprägung findet sich diese Staffelung an den Langhäusern der Pilsumer Kreuzkirche und der Holwierder Kirche. Nicht ganz durchgehalten ist die leicht ansteigende Lage besonders hoher Backsteine oberhalb der Scheitel der Blenden. Eine ähnlich von den Enden her zur Mitte ansteigende Backsteinlage gibt es in der Westwand des Turms oberhalb des allerdings nicht abgestuften Bogenfrieses.
Diese aufwändige Gestaltung hebt die Eilsumer Kirche über die meisten Dorfkirchen der Region heraus.
Das Langhaus gliedert sich in vier annähernd quadratische, überwölbte Joche, deren domikale Kreuzrippengewölbe erhalten geblieben sind.
Die Wandpfeiler zwischen den vier Jochen haben schlichte Kapitelle. Das Wandpfeilerpaar zwischen Vorjoch und quadratischem Chorjoch hat ein Kämpfersimse aber keine Kapitelle.
Der Zugang zum Gebäude erfolgt immer noch über zwei mittelalterliche Portale an der Nordseite. Das Portal zum zweiwestlichen Joch des Langhauses ist der Gemeindeeingang. Das geringfügig schmalere Portal unter dem östlichsten Langhausfenster ist die Priesterpforte.

## Ausstattung

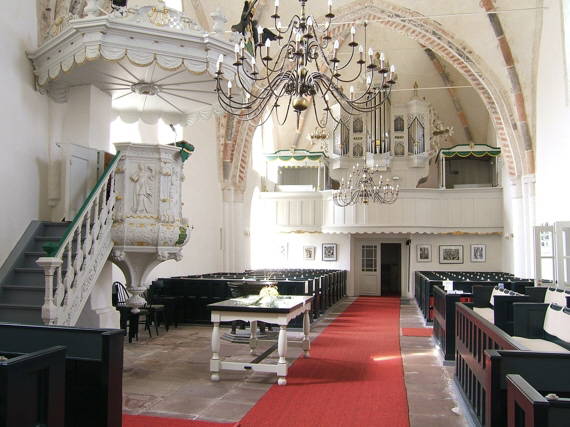
Reformierte Kirchenmöblierung: Kanzel und Abendmahlstisch, aber kein Altar
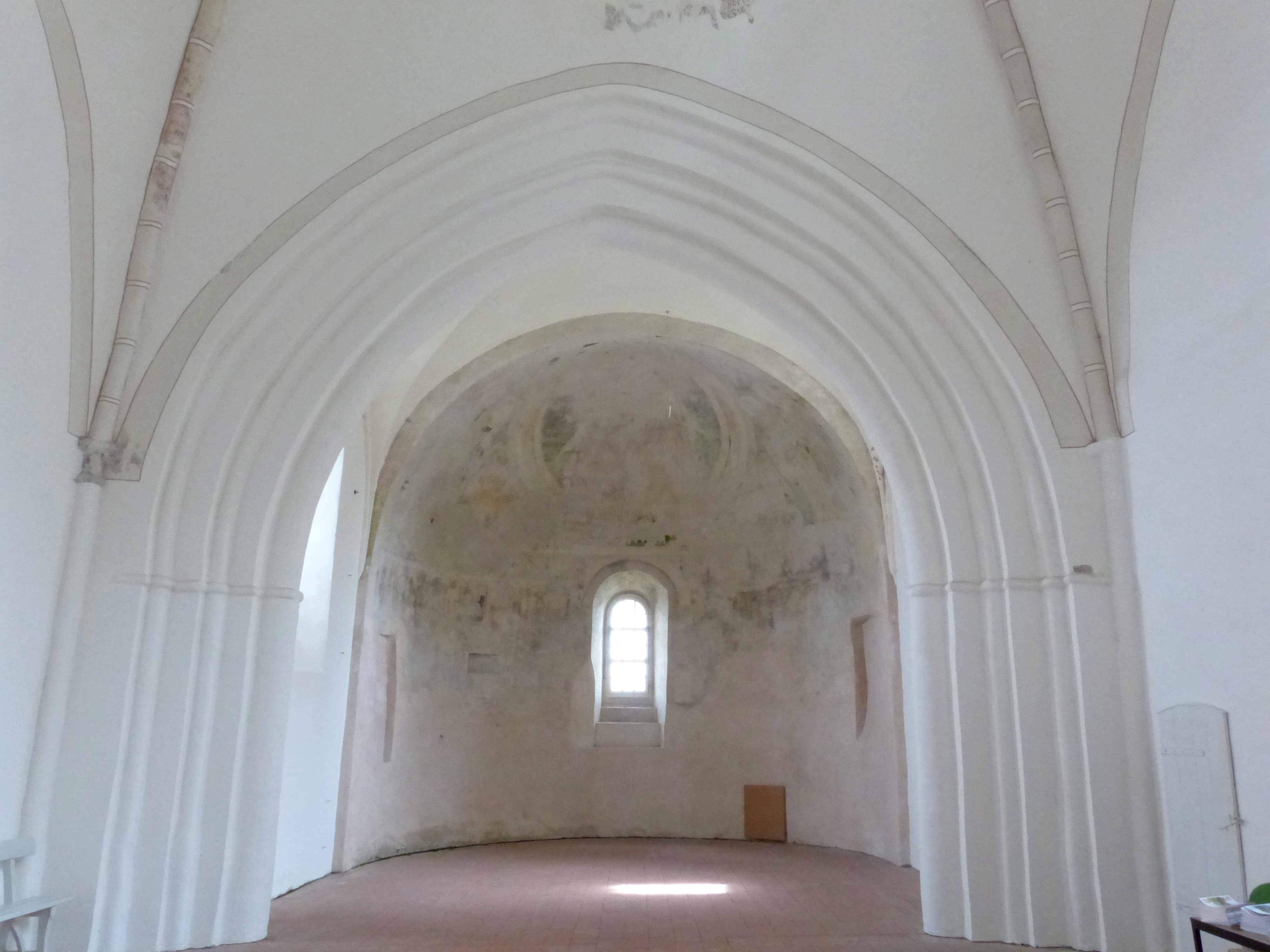
Blick aus der Glastür zur Apsis
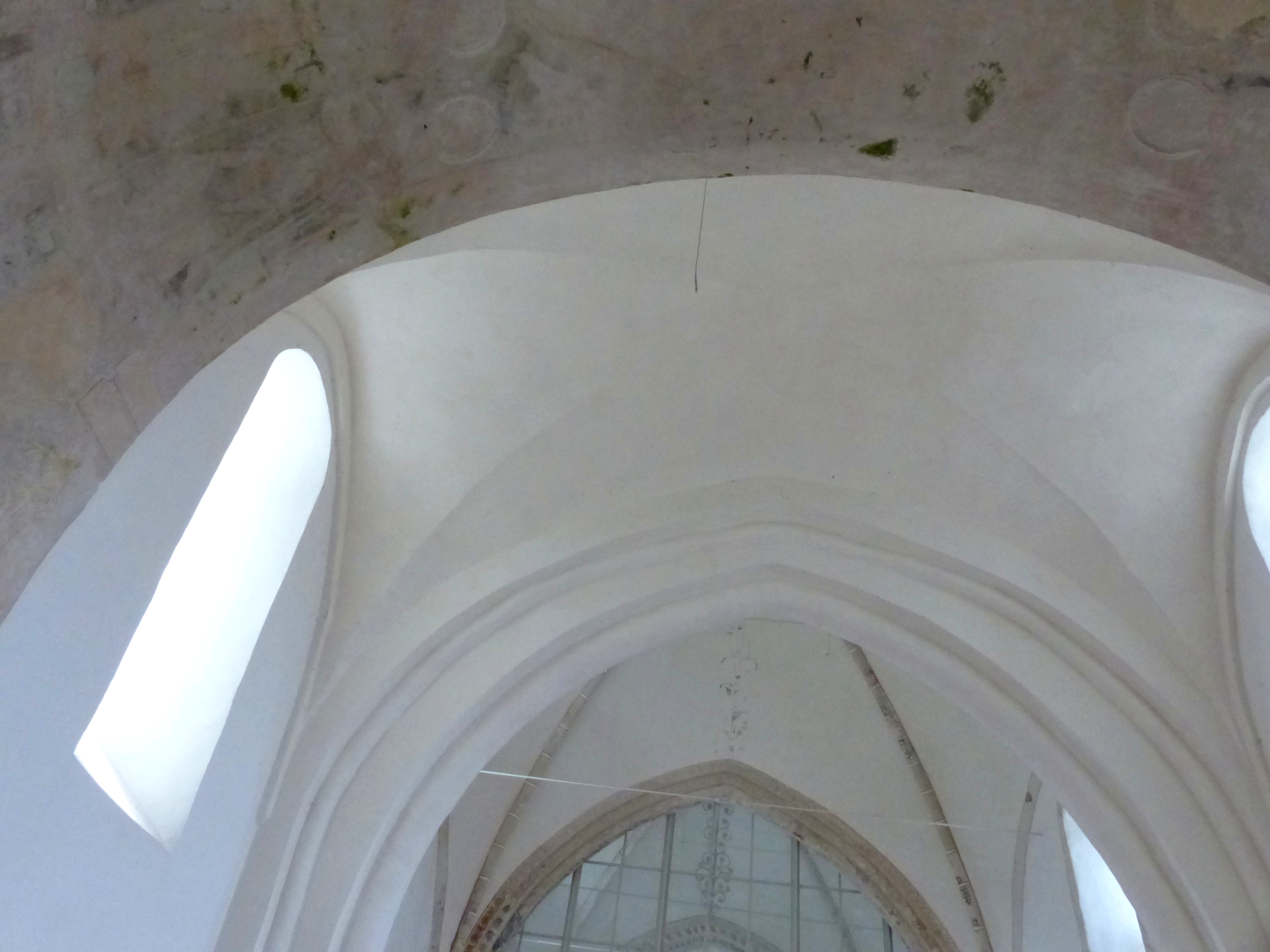
Apsisbogen, Vorjoch, Chorjoch

Von besonderer kunsthistorischer Bedeutung sind die spätromanischen Wandmalereien im Kirchenraum. Sie sind etwa 1240 entstanden. Es handelt sich dabei um Seccomalerei, bei der die Farben auf getrocknetem Putz angebracht wurden. Die Gewölberippen sind mit pflanzlich-ornamentalen Verzierungen versehen. Im Chorturm befinden sich bildhafte Darstellungen. Sie zeigen im Zentrum den thronenden Christus in der Mandorla. Zu seiner Linken sind Maria und ein Heiliger, zu seiner Rechten Johannes der Täufer und eine Bischofsfigur zu sehen. Durch die Art ihrer Ausführung konnte die Malerei mit mitteldeutschen Werken in Verbindung gebracht werden, die in der Nachfolge des Zackenstils entstanden. Nach der Reformation waren sie lange Zeit übertüncht und wurden zwischen 1969 und 1970 freigelegt. Fehlstellen wurden dabei behutsam ergänzt, heben sich aber in ihrer Farbgebung deutlich von den original erhaltenen Teilen ab. Da bei der Freilegung keine Außensanierung erfolgte, drang salzhaltige Feuchte in das Gebäude ein und schädigte die Malschichten. Dieses Problem wurde in den 1990er Jahren durch eine Klimaregulierung im Kirchenschiff gelöst.

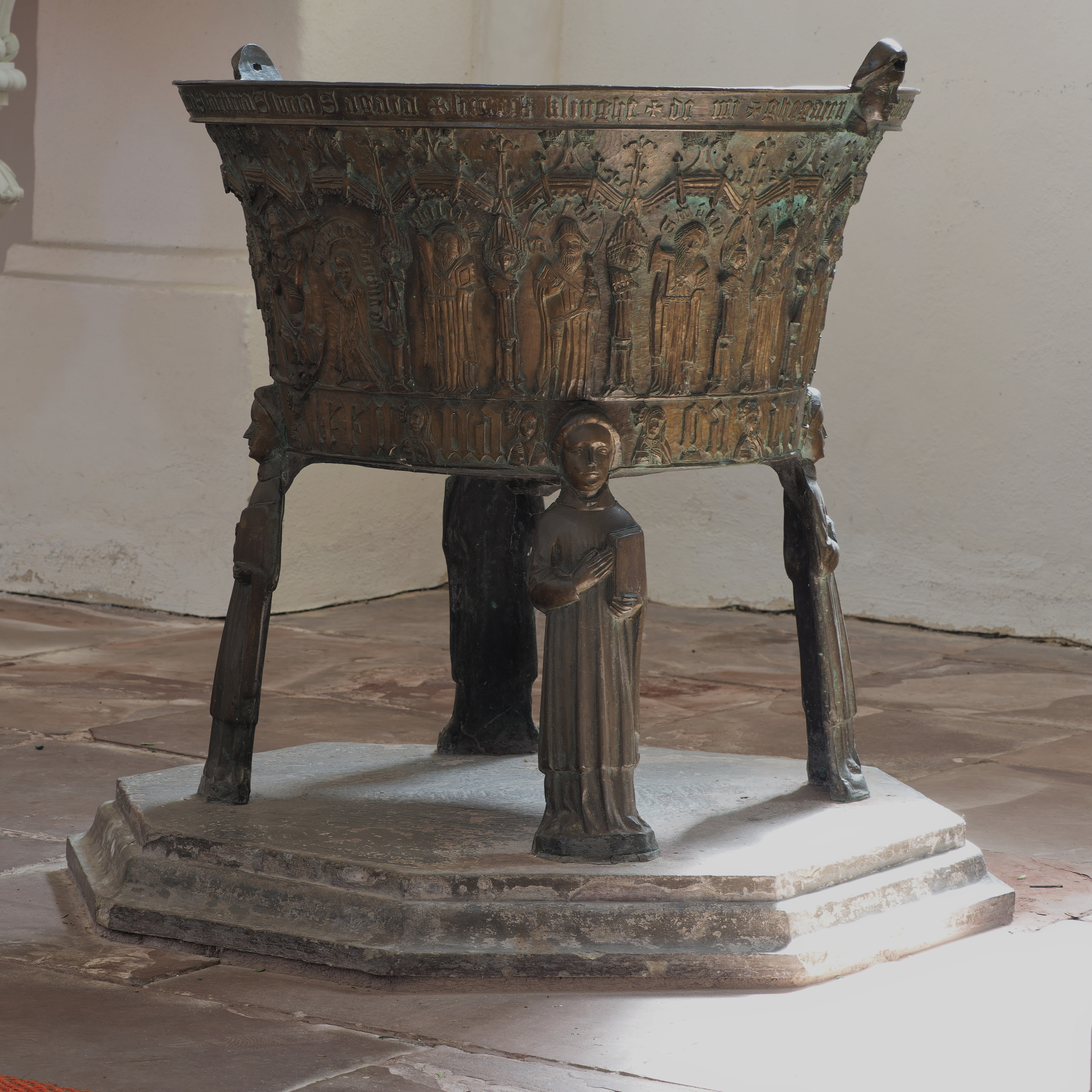
Taufbecken

Eine weitere Besonderheit der Kirche ist die 500 Jahre alte Bronzefünte. Der Kessel des Taufbeckens ruht auf insgesamt vier Evangelisten. Er wurde im Jahre 1472 von Barthold Klinghe dem Älteren gegossen.
Die an der Südwand inmitten des rundum gruppierten Kirchengestühls angeordnete Kanzel ist reich verziert und besitzt einen sechseckigen Grundriss. Sie wurde im Jahre 1738 im Stil des Barock von dem Groninger Bildhauer Casper Struiwig (getauft: 30. November 1698 in Groningen) angefertigt.
Bis ins Jahr 1914 hingen im Glockenturm der Kirche drei Glocken, von ihnen wurde eine Glocke im Ersten Weltkrieg und eine weitere im Zweiten Weltkrieg beschlagnahmt.

### Orgel
Von der historischen Orgel, die 1709/10 Joachim Kayser baute, ist nur noch der Prospekt erhalten. Das Orgelinnere stammt von der Firma Karl Schuke (Berlin), die 1967 einen Neubau mit neun Registern verfertigte. Die Disposition ist wie folgt:
| I Hauptwerk C–f3 |            |    |
| 1.               | Prinzipal  | 8′ |
| 2.               | Gedackt    | 8′ |
| 3.               | Oktave     | 4′ |
| 4.               | Rohrflöte  | 4′ |
| 5.               | Oktave     | 2′ |
| 6.               | Mixtur III |    |
| 7.               | Trompete   | 8′ |

| Pedal C–f1 |           |     |
| 8.         | Subbass   | 16′ |
| 9.         | Oktavbass | 8′  |